# Прапор Чирикі
 Прапор Чирикі — регіональний (неофіційний) прапор, що представляє провінцію Чирикі в Панамі.
Його конструкція складається з прямокутника, розділеного діагоналлю, яка утворює два трикутники: один червоний угорі, другий зелений унизу. У центрі прапора зображено 14 зірок, розташованих по колу, які символізують 14 округів, які входили до складу провінції на момент хрещення прапора під час релігійної церемонії.
Цей прапор не має офіційної історії щодо його створення, тому наводяться дві версії. Перша версія пояснює, що прапор був створений батальйоном Долега під час війни Кото в 1921 році. Прапор не використовувався до 1958 року, коли поет Сантьяго Ангуізола Дельгадо передав його Карлосу А. Міро молодшому, прапороносцю свят Покровителя Давида того року. Відповідно до цієї версії, червоний колір означає визвольні дії та кров, пролиту чириканцями в Кото, зелений колір означає зелень і родючість ґрунтів Чирикі та був одним із прапорів, які використовували батальйони, які брали участь у конфлікті Кото. Зірки представляють 13 округів провінції, і вони були представлені лише на початку 1980-х років Мігелем Анхелем Пересом. (до створення Хайлендського округу 1 липня 2017 року). Спочатку зірки розташовувалися півколом, на хрещенні, що відбулося 26 травня 1995 року в соборі Давида, був прийнятий найпопулярніший на той час формат.
Друга версія говорить, що прапор був розроблений і виготовлений Сантьяго Ангізолою і що він був представлений вперше на параді, де поет був прапороносцем. У цій версії зазначено, що червоний колір символізує любов чириканців до своєї землі, зелений колір родючість ґрунту, а зірки вказують на кількість округів у провінції, білий колір зірок означає мир. Подібним чином на цьому прапорі зірки були розташовані у формі півкола, але пізніше вони були розташовані у формі кола, що свідчить про однакову важливість для окрегів. Слід зазначити, що прапор Чирикі або його червоно-зелені вимпели не мали зірок до початку 1980-х років.

## Зовнішні посилання
- Освітній тижневик Culturama – Прапор Chiriquí
- Прапори країн світу – провінція Чирикі (Панама) (англійською)